# 38. Jahrhundert v. Chr.
Portal Geschichte | Portal Biografien | Aktuelle Ereignisse | Jahreskalender | Tagesartikel

◄ |
5. Jt. v. Chr. |
4. Jahrtausend v. Chr. | 3. Jt. v. Chr.  ►

◄ |
40. Jh. v. Chr. |
39. Jh. v. Chr. |
38. Jahrhundert v. Chr. |
37. Jh. v. Chr. |
36. Jh. v. Chr. |
►
Das 38. Jahrhundert v. Chr. begann am 1. Januar 3800 v. Chr. und endete am 31. Dezember 3701 v. Chr. Dies entspricht dem Zeitraum 5750 bis 5651 vor heute oder dem Intervall 5012 bis 4936 Radiokohlenstoffjahre.

## Zeitrechnung/Kalender
- 25. Elul 3761 v. Chr.: Beginn der Jüdischen Ära Anno Mundi – Schöpfung der Welt (1. Schöpfungstag; im Gregorianischen Kalender der 6. September 3761 v. Chr.).

## Zeitalter/Epoche
- Ende des Atlantikums und Einsetzen des Subboreals (ab 3710 v. Chr.).
- Jungneolithikum in Mitteleuropa (4400 bis 3500 v. Chr.).

## Ereignisse/Entwicklungen
- Das Klima unterliegt der ersten Piora-Schwankung (Piora-Schwankung I – 3900 bis 3780 v. Chr.). Sie bewirkt eine globale Abkühlung; die Sahara beginnt auszutrocknen, als Folgeerscheinung wandert die dort ansässige Bevölkerung in Richtung Niltal ab.
- Die Entdeckung von Massengräbern (datiert auf den Zeitraum 3800 bis 3600 v. Chr.) am Tell Majnuna (unmittelbar nördlich vom Tell Brak) in Syrien deutet auf kriegerische Auseinandersetzungen.[1]
- Die Kultur des Neolithikum II (4500 bis 3500 v. Chr.) auf Zypern (mit Hauptfundstätte Sotira an der Südküste) wird um 3800 v. Chr. von einem Erdbeben schwer getroffen.[2]
- In einer Höhle des Bükk in Ungarn lebte das Balla-Kind. Das Skelett wurde auf den Zeitraum 3709 bis 3599 v. Chr. datiert.[3]

## Erfindungen und Entdeckungen
- Pinselmalerei in China

## Archäologische Kulturen

### Kulturen in Nordafrika
- Tenerium (5200 bis 2500 v. Chr.) in der Ténéré-Wüste mit Fundstätte Gobero

### Kulturen in Ägypten
- In Oberägypten bestand weiterhin die Naqada-Kultur (Naqada I – 4500 bis 3500 v. Chr.)
- In Unterägypten indes blühte die Maadi-Kultur (4000 bis 3500 v. Chr.) auf – Kupferfunde

### Kulturen in Mesopotamien und im Nahen Osten
- In Mesopotamien (Sumer) herrschten die Obed-Kultur(5500 bis etwa 3500 v. Chr.) – Obed IV und die Uruk-Zeit (Mittlere Uruk-Zeit – 3800 bis 3400 v. Chr. – Uruk VIII bis Uruk VI bzw. LC 3).
- Ghassulien-Kultur (4500 bis 3500 v. Chr.) in Israel
- Dschiroft-Kultur (4000 bis 1000 v. Chr.) im Iran
- Einzelfundstätten:
  - Ninive (ab 6500 v. Chr.) im Norden Mesopotamiens – Ninive 3 bzw. Gaura A
  - Tappe Sialk (6000 bis 2500 v. Chr.) im Iran – Sialk III
  - Amuq (6000 bis 2900 v. Chr.) in der Türkei – Amuq E
  - Tell Brak (6000 bis 1360 v. Chr.) in Syrien – TW 18-19
  - Mersin (5400 bis 2900 v. Chr.) in Anatolien – Mersin 15
  - Eridu (ab 5300 bis ca. 1950 v. Chr.) in Mesopotamien – Eridu 11-9
  - Tappa Gaura (5000 bis 1500 v. Chr.) im Norden Mesopotamiens – Gaura 13-12
  - Tell Chuera (5000 bis 1200 v. Chr.) in Syrien
  - Tell Hamoukar (4500 bis 2000 v. Chr.) in Syrien
  - Tepe Yahya im Iran – Tepe Yahya VI (4500 bis 3800 v. Chr.)
  - Susa im Iran (ab 4000 v. Chr.) – Susa I
  - Arslantepe in der Türkei – VIII
  - Tell Hammam et-Turkman in Syrien – Vb

### Kulturen in Südasien
- Mehrgarh – Periode III (4800 bis 3500 v. Chr.) in Belutschistan
- Namazgadepe (5300 bis 1700 v. Chr.) in Turkmenistan – Namazga III
- Auf dem indischen Subkontinent entfalten sich die Amri-Kultur (Industal, 4. und 3. Jahrtausend v. Chr.) und die Nal-Kultur (Belutschistan, 3800 bis 2200 v. Chr.)

### Kulturen in Ostasien

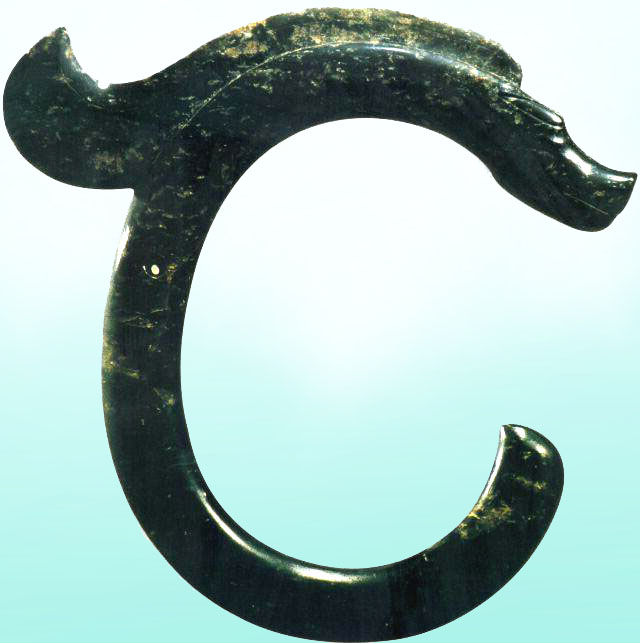
Drachen aus Jade, Hongshan-Kultur

- In China lassen sich während des 38. Jahrhunderts v. Chr. mehrere Kulturen unterscheiden:
  - die Dadiwan-Kultur (5800 bis 3000 v. Chr.) am oberen Huang He
  - die Baiyangcun-Kultur (5000 bis 3700 v. Chr.)
  - die Yangshao-Kultur (5000 bis 2000 v. Chr.) in Zentral- und Nordchina
  - die Majiabang-Kultur (4750 bis 3700 v. Chr.) am Unterlauf des Jangtsekiang
  - in Nordostchina die Hongshan-Kultur (4700 bis 2900 v. Chr.)
  - am mittleren Jangtsekiang die Daxi-Kultur (4400 bis 3300 v. Chr.)
  - an der Küste des Gelben Meeres die Dawenkou-Kultur (4100 bis 2600 v. Chr.)
  - die Beiyinyangying-Kultur (4000 bis 3000 v. Chr.) am Unterlauf des Jangtsekiang
  - am Unterlauf des Jangtsekiang die Songze-Kultur (3900 – 3200 v. Chr.).

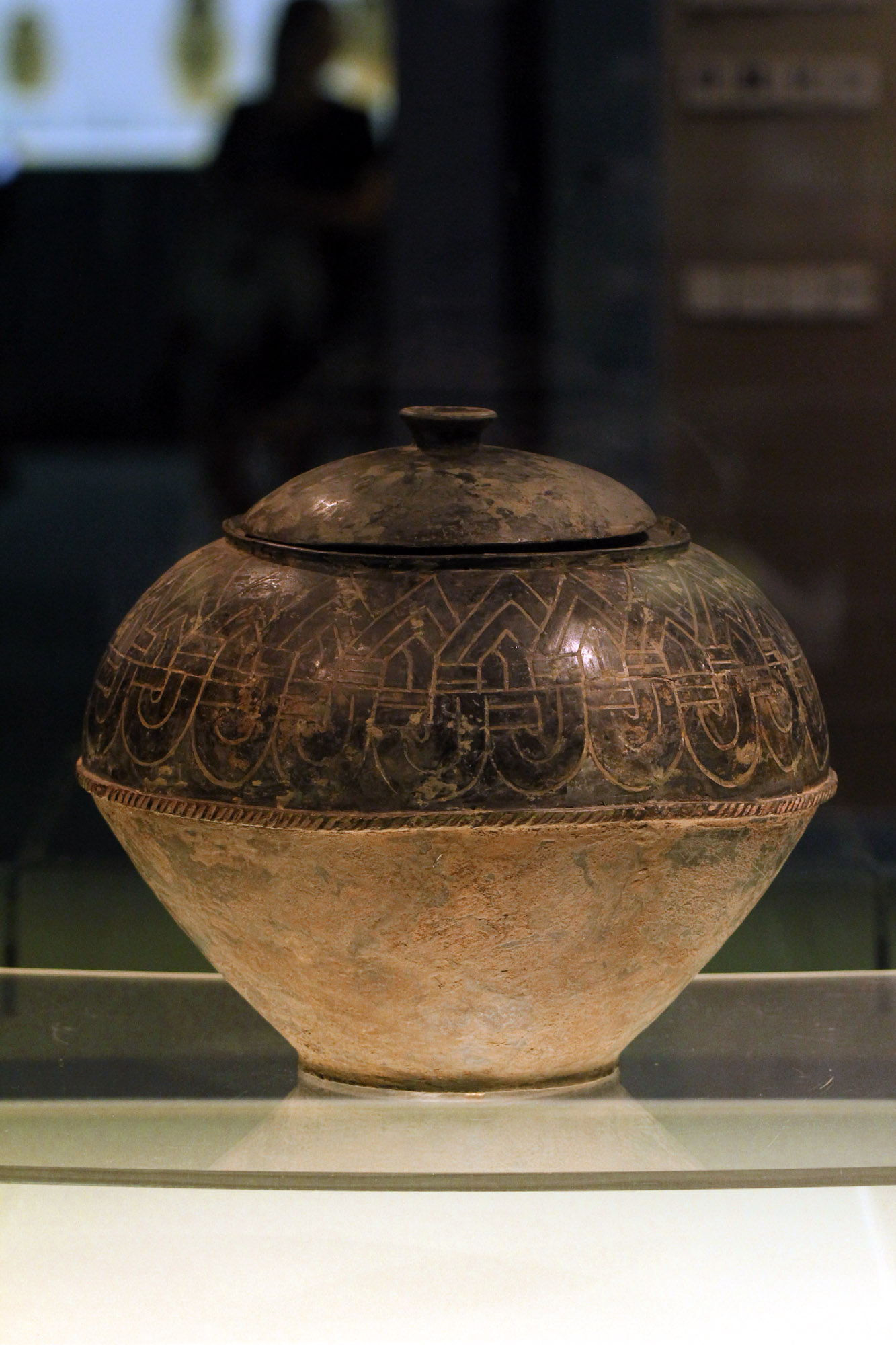
Keramik der Songze-Kultur

- In Vietnam besteht die Đa Bút-Kultur (4000 bis 1700 v. Chr.) mit recht archaischer Keramik (Korbmodeln)

### Kulturen in Sibirien
- Im Südwesten Sibiriens geht die Jekaterininka-Kultur (4300 bis 3700 v. Chr.) zu Ende

### Kulturen in Europa
- Nordeuropa:
  - Bootaxtkultur (4200 bis 2000 v. Chr.) in Skandinavien und im Baltikum
- Nordosteuropa:
  - Memel-Kultur (7000 bis 3000 v. Chr.) in Polen, Litauen und Belarus
  - Grübchenkeramische Kultur (4200 bis 2000 v. Chr. – Radiokarbonmethode: 5600 bis 2300 v. Chr.) in Norwegen, Schweden, Baltikum, Russland und Ukraine
  - Rzucewo-Kultur (5300 bis 1750 v. Chr.) im Baltikum und in Polen
  - Narva-Kultur (5300 bis 1750 v. Chr.) in Estland, Lettland und Litauen
- Osteuropa:
- Im Süden Russlands, in Kasachstan und in der Ukraine breiten sich Kurgankulturen (5000 bis 3000 v. Chr.) aus, darunter die Sredny-Stog-Kultur (4500 bis 3500 v. Chr.) nördlich des Asowschen Meeres
- Südosteuropa:
  - Donauzivilisation (5000 bis 3500 v. Chr.)
  - Cucuteni-Kultur (4800 bis 3200 v. Chr.) in Rumänien, Moldawien und in der Ukraine: Cucuteni, Phase B bzw. Tripolje, Phase B2/C1 (4000 bis 3500 v. Chr.)
  - Gumelniţa-Kultur (4700 bis 3700 v. Chr.) in Rumänien und Moldawien – Phase Gumelniţa B1 und B2 (3950 bis 3700 v. Chr.)
  - Boian-Kultur in Rumänien und Bulgarien (4300 bis 3500 v. Chr.) – Phase IV – Spanţov Phase – 4000 bis 3500 v. Chr.

- Mitteleuropa:

Skizze typischer Altheimer Keramik

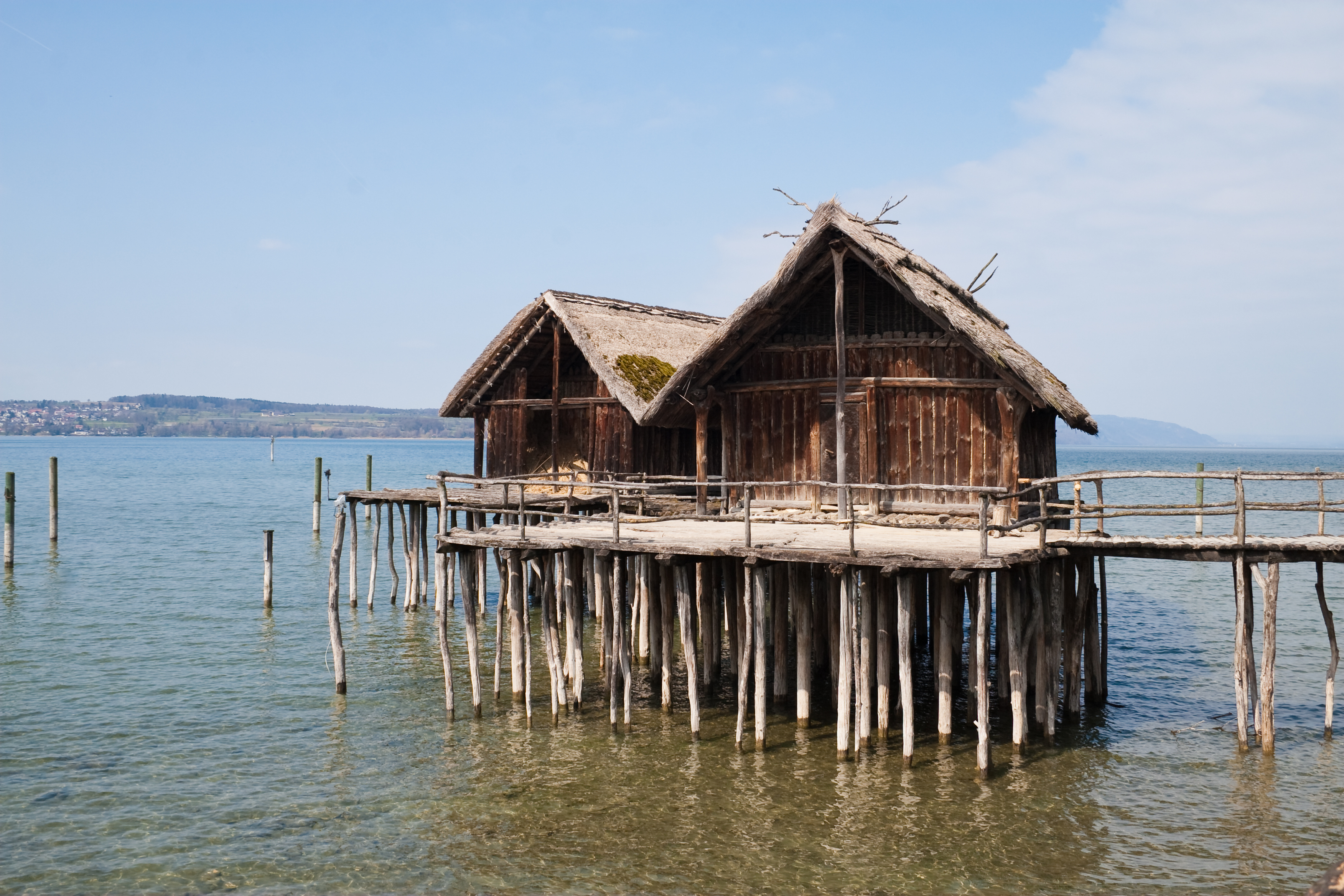
Rekonstruierte Pfahlbauten der Schussenrieder Gruppe

- In Bayern ging die Münchshöfener Kultur (4500 bis 3800 v. Chr.) zu Ende, an ihre Stelle tritt jetzt die Altheimer Gruppe (3800 bis 3400/3300 v. Chr.) – beides Kulturen der Jungsteinzeit.
- Weiteres Fortbestehen der mitteljungsteinzeitlichen Rössener Kultur (4300 bis 3500 v. Chr.).
- Im nördlichen Mitteleuropa wird unter der jungsteinzeitlichen Trichterbecherkultur (4200 bis 2800 v. Chr.) erstmals Ackerbau betrieben (Siggeneben-Phase in Schleswig-Holstein 3900 bis 3700 v. Chr.).
- Im Alpenvorland der Schweiz wird parallel zur Altheimer Gruppe die Pfyner Kultur (3900 bis 3500 v. Chr.) angetroffen.
- Beginn der zur Trichterbecherkultur gehörenden Baalberger Kultur (3800 bis 3400 v. Chr. – sie entspricht den Keramikstilen TRB-MES II und TRB-MES III, TRB-MES I war gerade zu Ende gegangen)
- In Österreich (Salzkammergut) entwickelt sich die Mondseekultur (3770 bis 3200 v. Chr.)
- In Südwestdeutschland neigt sich die Schussenrieder Gruppe (4200 bis 3700 v. Chr.) ihrem Ende entgegen.

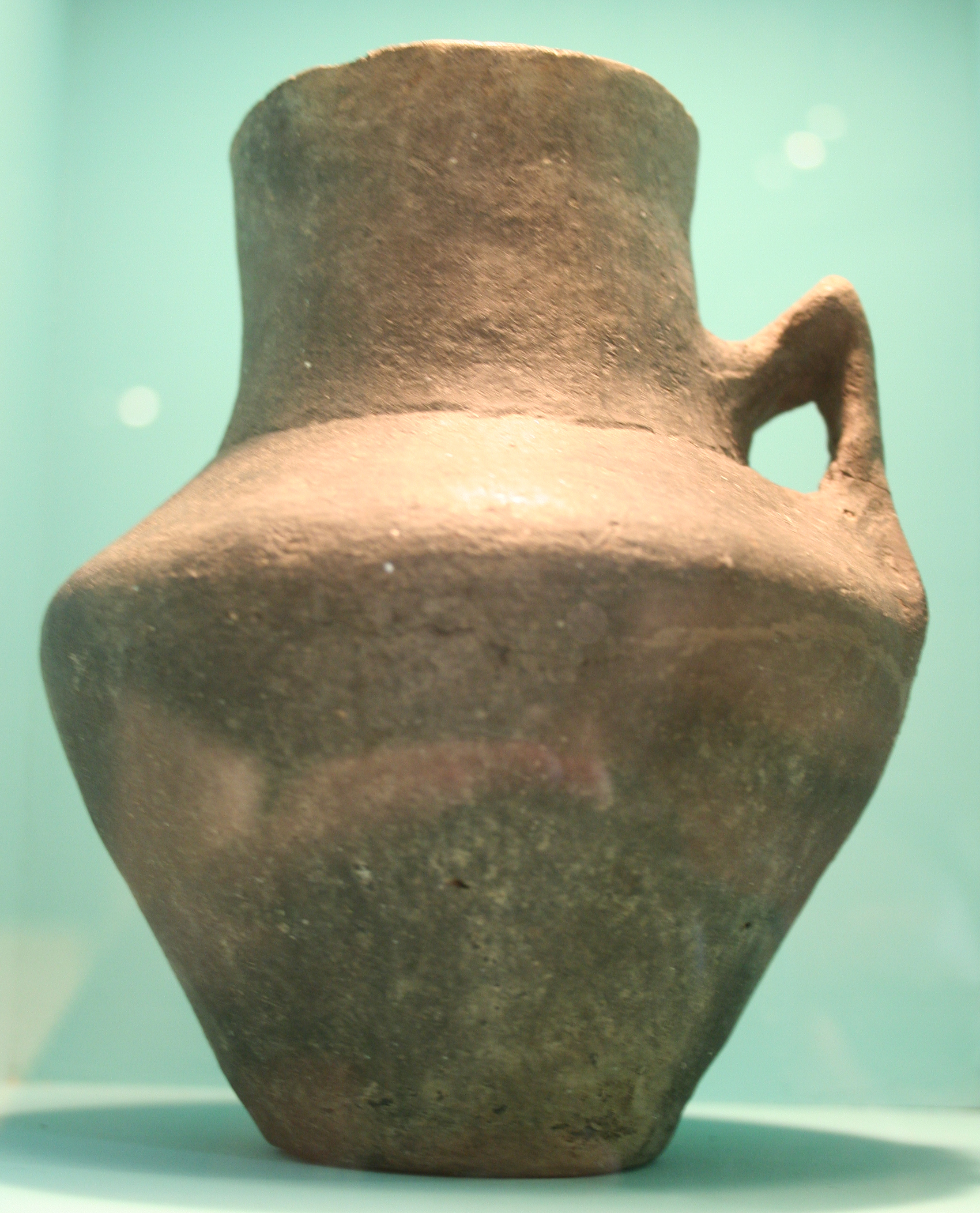
Keramik der Baalberger Kultur

- In Westeuropa wird nach wie vor die jungneolithische Chassey-Lagozza-Cortaillod-Kultur angetroffen (4600 bis 2400 v. Chr.) mit
  - Chasséen (4300 bis 3500 v. Chr.) in Frankreich
  - Cortaillod (4000 bis 3500 v. Chr.) in der Westschweiz
  - Lagozza (3900 bis 3400 v. Chr.) in Oberitalien
- Die Megalithkultur findet sich:
  - in Frankreich (4700 bis 2000 v. Chr.)
  - auf der iberischen Halbinsel (4000 bis 2000 v. Chr.) in Spanien und in Portugal
  - auf Sardinien mit der Ozieri-Kultur (4000 bis 3200 v. Chr.). Sie zeichnet sich durch Megalithbauten (Dolmen, Menhire), Nekropolen (Höhlengräber) und formenreiche Keramik und Plastiken aus.
  - auf Malta. Um 3800 v. Chr. beginnt die Tempelphase der megalithischen Tempel von Malta[4]

### Kulturen in Amerika
- Nord- und Zentralamerika befinden sich nach wie vor in der Archaischen Periode. In den östlichen Waldgebieten werden ab 4000 v. Chr. die ersten Mounds errichtet.
- Coxcatlán-Phase (5000–3400 v. Chr.) in Tehuacán (Mexiko)
- Südamerika:
  - Chinchorro-Kultur (7020 bis 1500 v. Chr.) in Nordchile und Südperu
  - Valdivia-Kultur(3950 bis 1750 v. Chr.) in Ecuador